# Acélmárna
Az acélmárna (Luciobarbus capito) a sugarasúszójú halak (Actinopterygii) osztályának pontyalakúak (Cypriniformes) rendjébe, ezen belül a pontyfélék (Cyprinidae) családjába tartozó faj.

## Előfordulása
Az acélmárna a Kaszpi-tengerbe ömlő folyók lakója. A Kura, Araksz, Lenkoranka, Szamur, Terek, Szunza, Rubas-chai és Kayakent folyók alsó és középső szakaszán található meg. Az Aral-tóban és még Spanyolországban is megtalálhatóak a fajhoz sorolt alfajok.

## Alfajai
A legújabb genetikai és morfológiai vizsgálatok a különböző területen élő márnákat filogenetikailag közelebb hozzák egymáshoz, ezért előfordul, hogy tudományos leírásuk alfajként de önálló fajként is megtalálható a különböző szakirodalmakban.
- Luciobarbus capito capito,[4] - Törökország, Araksz folyó
- Luciobarbus capito conocephalus / turkesztáni acélmárna – Aral-tó; rendszertani hovátartozása még vitatott
- Luciobarbus capito graellsii – Ebro vízgyűjtő területének folyói. Manapság önálló fajként ismerik el Luciobarbus graellsii néven.[5]
- Luciobarbus capito haasi / pirosfarkú acélmárna – Ripoll folyó Spanyolországban.[3]
- Luciobarbus capito bocagei – Albufera-tó, Spanyolország. Manapság önálló fajként ismerik el Luciobarbus bocagei néven.[6]

## Megjelenése
A hal testhossza 60-90 centiméter, legfeljebb 105 centiméter. 58-65 közepesen nagy pikkelye van az oldalvonala mentén. A felső ajak peremén 4 bajuszszál van.

## Életmódja
Fenékhal, amely gerinctelen állatokkal, apró halakkal és növényekkel táplálkozik. Anadrom vándorformái és állandó édesvízi állományai ismertek.

## Szaporodása
Május–júniusban ívik.

## Szakirodalom
- Berg, L.S., 1964. Freshwater fishes of the U.S.S.R. and adjacent countries. volume 2, 4. kiadás. Israel Program for Scientific Translations Ltd, Jeruzsálem, Izrael (angol nyelvű).
- Helfman, G., B. Collette i D. Facey: The diversity of fishes. Blackwell Science, Malden, Massachusetts,  Amerikai Egyesült Államok, 1997 (angol nyelvű).
- Moyle, P. i  J. Cech.: Fishes: An Introduction to Ichthyology, 4. kiadás, Upper Saddle River, New Jersey, Amerikai Egyesült Államok: Prentice-Hall. Any 2000 (angol nyelvű).
- Nelson, J.: Fishes of the World, 3. kiadás. New York, Amerikai Egyesült Államok: John Wiley and Sons. Any 1994.
- Wheeler, A.: The World Encyclopedia of Fishes, 2. kiadás, London: Macdonald. Any 1985 (angol nyelvű).
- Kottelat, M. and J. Freyhof, 2007. Handbook of European freshwater fishes. Publications Kottelat, Cornol and Freyhof, Berlin. 646 pp.